# ورزشکاه رؤیایی سرویس آریگاتو
ورزشکاه رؤیایی سرویس آریگاتو (به لاتین: Arigato Service Dream Stadium) یک ورزشگاه در ژاپن است که در ایماباری، اهیمه واقع شده‌است.